# Rufus King (général)
Pour les articles homonymes, voir Rufus King et King.
Rufus King (né le 26 janvier 1826 à New York, État de New York et décédé le 13 octobre 1876 à New York) fut un brigadier-général de l'Union de l'armée de l'Union durant la Guerre de Sécession.
Il est enterré à Jamaica, comté du Queens, État de New York.

## Avant la guerre
Rufus King est le petit-fils de Rufus King, délégué du Massachusetts lors du congrès continental et du congrès constitutionnel.
Il entre à l'académie militaire de West Point en 1829. Il en sort diplômé et il est breveté second lieutenant dans le corps des ingénieurs le 1er juillet 1833. Il quitte le service actif le 30 septembre 1836. Il se marie la même année avec Ellen Eliot qui meurt deux ans plus tard. Après sa très courte carrière militaire, il occupe plusieurs fonctions : ingénieur civil au sein de la New York & Erie Railroad, éditeur de l'Albany Daily Advertiser et du Albany Evening Journal et adjudant-général de la milice de New York. En 1843, il se remarie avec son ancienne belle-sœur Susan Eliot avec qui il aura deux fils : Rufus King Jr., récipiendaire de la médaille d'honneur lors de la guerre de Sécession et Charles King, futur général de la guerre américano-philippine.
Il s'installe au Wisconsin en 1845 et devient éditeur du journal The Milwaukee Sentinel.

## Guerre de Sécession
Au début du mandat d'Abraham Lincoln, Rufus King est nommé ministre auprès du Vatican. Lors de son voyage pour l'Italie, la guerre de Sécession éclate. Il abandonne ses fonctions pour servir son pays. Bien qu'il souffre de crise d'épilepsie, il prend son service à Washington. Rufus King est nommé brigadier général des volontaires le 17 mai 1861. Il lève une unité qui sera surnommée la « brigade de fer du Wisconsin ». Cette brigade est composée du 2nd, 5th et 6th Wisconsin Infantry et du 19th Indiana Infantry et de la compagnie B du 4th US Artillery. Il est alors nommé brigadier-général des volontaires dans la milice du Wisconsin, le 15 avril 1861.
Le 27 juin 1862, après la démission du général Frémont, il est nommé à la tête du I corps de l'armée de Virginie sur ordre du président. Il participe à la seconde bataille de Bull Run, fin août 1862 : pendant, la bataille de Brawner's Farm, il reste en arrière et échoue à porter assistance aux troupes qui étaient engagées.
En décembre 1862, il est nommé en tant que membre de la cour martiale de l'Union. Il a été notamment membre du tribunal qui a condamné le général John Fitz Porter.
Il quitte le service actif le 20 octobre 1863 et rejoint son poste de ministre auprès du Vatican. Les raisons, habituellement citées, de sa démission de l'armée sont de trois ordres : les crises d'épilepsie, l’alcoolisme et un faible sens tactique.

## Après la guerre
Rufus King reste en poste jusqu'en 1868, période où il a permis l'arrestation et l’extradition de John Surratt, l'un des conspirateurs à l'origine de l'assassinat du président Lincoln. Il devient adjoint au percepteur du port de New York. Il quitte ses fonctions en 1869.